# Райнман, Артур
Артур Райнман (нем. Arthur Reinmann; 1901, Обераргау, Берн — 1983, Обераргау, Берн) — швейцарский тяжелоатлет. Бронзовый призёр летних Олимпийских игр 1924 года, участник летних Олимпийских игр 1928 года.

## Биография
Артур Райнман родился в 1901 году в швейцарском округе Обераргау.
Выступал в соревнованиях по тяжёлой атлетике за команду Ванген-ан-дер-Ааре.
В 1924 году вошёл в состав сборной Швейцарии на летних Олимпийских играх в Париже. В весовой категории до 60 кг завоевал бронзовую медаль, подняв в сумме пятиборья 382,5 кг (57,5 кг в рывке одной рукой + 70 кг в толчке одной рукой + 80 кг в жиме + 75 кг в рывке + 100 кг в толчке) и уступив 20 кг победителю Пьерино Габетти из Италии.
В 1928 году вошёл в состав сборной Швейцарии на летних Олимпийских играх в Амстердаме. В весовой категории до 60 кг занял 5-е место, подняв в сумме троеборья 275 кг (82,5 кг в жиме + 82,5 кг в рывке + 110 кг в толчке) и уступив 12,5 кг завоевавшему золото Францу Андрисеку из Австрии.
Умер в 1983 году в Обераргау.